# Conculus
Conculus is een geslacht van spinnen uit de  familie van de Anapidae (Dwergkogelspinnen).

## Soorten
- Conculus grossus (Forster, 1959)
- Conculus lyugadinus Komatsu, 1940
- Conculus simboggulensis Paik, 1971